# Retrato de Alejandro Farnesio (Sofonisba Anguissola)
El Retrato de Alejandro Farnesio es un cuadro al óleo, pintado por Sofonisba Anguissola en 1560 ca. y conservado en Dublín, en la Galería Nacional de Irlanda.

## Historia
Alejandro Farnesio (1545-1592), duque de Parma y de Castro era hijo de Octavio Farnesio (1524-1586) y de Margarita de Austria, que era hija natural, luego legitimada, de Carlos I de España (1500-1558). Alejandro era también bisnieto del papa Paulo III Farnesio (1534 a 1549).
Después del tratado de Gante (15 de septiembre de 1556) entre Felipe II de España (1527-1598) y Octavio Farnesio, Alejandro fue invitado a Bruselas a la corte de Felipe II. A la muerte de Carlos V, Felipe se convirtió en rey de España y regresó a Madrid, llevando consigo al joven Alejandro Farnesio que permaneció en España de 1559 a 1565 y estudió filosofía y ciencias exactas. Se casó en 1565 con María de Aviz de Portugal, en 1571 participó en la batalla de Lepanto y de 1578 a 1586 fue duque de Parma y Piacenza.

### Descripción
En 1557 el flamenco Antonio Moro había pintado un retrato de Alejandro Farnesio, ahora conservado en la Galería Nacional de Parma. El joven tenía entonces doce años y vivía con su madre, gobernadora de Flandes. El retrato de tres años después pintado por Sofonisba Anguissola, fue adquirido en Roma en 1864 y llevado a Dublín. Era entonces atribuido a Alonso Sánchez Coello; pero en 1984 fue asignado a un desconocido pintor italiano.
Tras dos estudios de Maria Kusche, publicados en una revista española de crítica del arte en 1989 y 1992, este retrato fue asignado a Sofonisba Anguissola.
Representa al quinceañero príncipe italiano en formato de tres cuartos, elegante en su capa corta bordada y forrada de armiño. Alejandro Farnesio mira hacia el espectador, cohibido. Con la mano derecha se ajusta suavemente el guante que cubre su mano izquierda, con la que sostiene la espada. Está vestido de oro, plata y blanco, resaltando sobre el fondo oscuro. Finos velos de sombra avivan su expresión, sonriente, serena, confiada. La imagen del joven parece espontánea, al contrario de las de las reinas e infantas que Anguissola pintaba por esos años en España: rígidas y estáticas, enjauladas en sus riquísimos atuendos de damascos, ornamentados con gemas.
Un retrato de Don Carlos, el hijo mayor de Felipe II, pintado por Sofonisba Anguissola en 1566, es conocido a través de numerosas copias. Gustó tanto a Don Carlos que ordenó veintitrés copias a Alonso Sánchez Coello y seis a otro pintor español cuyo nombre se desconoce. Una copia del retrato de Anguissola fue enviada a Roma.
El cardenal Alejandro Farnesio (luego papa Paulo III) estaba en 1559 construyendo su villa Farnesio en Caprarola. En la sala de los "Fastos Farnesianos" dispuso que Taddeo Zuccaro añadiera al fresco la imagen del nieto y tocayo, con la única diferencia de la falta del sombrero, quitado al joven porque aparece en presencia del papa. El fresco "Julio III restituye a Octavio Farnesio como Señor de Parma" refleja un episodio realmente sucedido, el 24 de febrero de 1550, cuando Alejandro tenía unos cuatro años; pero en el fresco, copiado del retrato de Anguissola, aparece en edad adolescente.
En 1561 Antonio Moro hizo un nuevo retrato de Alejandro, subrayando el cambio hacia la adultez. El esquema es el clásico de un caballero armado y muy lejos del gusto italiano.